# Lipuska Huta
Lipuska Huta (dodatkowa nazwa w j. kaszub. Lëpùskô Hëta; niem. Lippuschhütte) – wieś kaszubska w Polsce położona w województwie pomorskim, w powiecie kościerskim, w gminie Lipusz na obrzeżach Wdzydzkiego Parku Krajobrazowego przy drogi wojewódzkiej nr 235. W skład sołectwa Lipuska Huta wchodzą przysiółki Wyrówno i Szwedzki Ostrów.
W latach 1975–1998 miejscowość administracyjnie należała do województwa gdańskiego.
W Lipuskiej Hucie urodził się, mieszkał i tworzył Bolesław Jażdżewski.
We wsi jest przystanek kolejowy Lipuska Huta.